# Shredder
Shredder, i svensk översättning även Strimlaren, är en seriefigur och skurk i den tecknade serien Teenage Mutant Ninja Turtles. Shredder är ledare för Fotklanen och uttalad ärkefiende till de muterade sköldpaddorna Donatello, Michelangelo, Leonardo och Raphael samt deras läromästare, den muterade råttan Splinter.
Shredders riktiga namn är Oroku Saki. Han är en medelålders man från Japan. 
Shredder använder en rustning försedd med knivblad. Han är ofta beväpnad med kaststjärnor (shuriken) och ett svärd. Han bär en metallmask som döljer stora delar av hans ansikte. Serieskaparen Kevin Eastman fick idén till Shredders rustning från ett gammalt rivjärn och Shredder var först tänkt att kallas för "Grate Man". 

## Mirageserierna

### Oroku Saki
I Mirageserierna har Hamato Yoshi dödat Oroku Sakis (Shredders) bror Oroku Nagi vid ett triangeldrama om Tang Shen. Oroku Saki följer sedan Hamato Yoshi och Tang Shen till New York. Han lämnar sin dotter Pimiko, då Hamato Yoshi kastats ut ur Fotklanen och migrerat till USA. Oroku Saki dödar både Yoshi och Tang Shen för att hämnas Oroku Nagis död. Splinter flyr ner i kloakerna där han muteras tillsammans med sköldpaddorna, vilka han tränat i ninjutsu för att låta dem hämnas Hamato Yoshis död.
I första numret dödas Shredder i strid med sköldpaddorna en natt på ett hustak i New York. Sköldpaddorna besegrar Shredder och erbjuder honom att begå seppuku. Shredder vägrar och kastar en granat mot sköldpaddorna. Granaten slås i sista sekunden tillbaka av Donatello med sin bō-stav.
Utan Shredder uppstår kaos inom den nu ledarlösa Fotklanen i New York. Ledaren för Fotklanen i Japan, Karai, anländer till New York för att medla fred med sköldpaddorna.
Fotklanen lyckas senare med att klona Shredders kvarlevor två gånger; den första gången skär Leonardo av Shredders huvud.

#### Andra Shredder-karaktärer
I Mirageserierna försöker Raphael klä ut sig till Shredder iförd hans rustning för att försöka infiltrera Fotklanen och sluta fred, men han misslyckas. Senare i Imageserierna visar det sig att en mystisk Lady Shredder dyker upp och utmanar Raphael. Även om Imageserierna sedan avbröts, bekräftade Gary Carlson att den som klätt ut sig denna gång skulle ha visat sig vara Karai.
I volym 4 av Mirageserierna stöter Leonardo på Oroku Yoshi, en deltagare i Battle Nexus som bär en rustning liknande Shredders i 2003 års TV-serie. Hans koppling till Oroku Saki och Fotklanen är då ännu okänd.

## 1987 års tecknade TV-serie

### Historia
I 1987 års tecknade TV-serie utmanas Hamato Yoshi av Oroku Saki i kampen om en hög position inom Fotklanen i Japan. Oroku Saki lyckas anklaga Hamato Yoshi för att ha försökt knivmörda en av ledarna. Vanärad migrerade Hamato Yoshi till USA, där han gömde sig i kloakerna under New York. Flera år senare anländer Oroku Saki till New York, och dumpar mutagen i kloakerna för att döda Hamato Yoshi. Men istället får det Hamato Yoshi att muteras till en människoråtta, medan sköldpaddorna blev förmänskligade. Flera år senare slår sköldpaddorna följe med April O'Neil, och tillsammans får de reda på att Oroku Saki orsakat mutationen, samt att han nu samarbetar med utomjordingen Krang i egenskap av Shredder.

### Beskrivning
I denna version beskyller han Bebop och Rocksteady för flera misstag. Han är ofta överlägsen sköldpaddorna i strid en mot en. Han är endast jämbördig med Splinter.
Han tränade Punkgrodorna för att uppfostra dem till att besegra sköldpaddorna, men de byter sedan sida. Han har även vetenskapliga kunskaper. I avsnittet "Shredderville" drömmer sköldpaddorna om hur Jorden hade kunnat vara om de aldrig muterats och Shredder styr New York. Han tycker dock arbetsuppgifterna är så svåra att han får ett nervsammanbrott.

### Familj
I avsnittet Shredder's Mom återupptar han kontakten med sin mor Miyoko, som bor på ett ålderdomshem i Fort Lauderdale. Hon följer med honom till Teknodromen för att tillsammans kräva att världens politiska ledare ska kapitulera genom att sätta upp en spegel på en satellit som reflekterar ljuset från Solen så starkt att global uppvärmning orsakas. General Yogure hjälper sköldpaddorna. De sätter sig i en rymdfärja och åker iväg till Dimension X för att stoppa Shredder.
I avsnittet My Brother, the Bad Guy bryter sig Shredder in på "Ninja Hall of Fame" i Tokyo. Där arbetar Shredders lillebror Kazou Saki  som polisman när ett fingeravtryck avslöjar brottslingen. Kazou Saki, som är expert på kampsport, reser till USA. Han vill dock inte erkänna att han är Shredders bror. Sköldpaddorna får reda på det först när Shredder nämner det. Tillsammans besegrar de dock Shredder, och när Shredder och Krang försöker skicka Teknodromen från Dimension X till Jorden ser Donatello till att den hamnar i Arktis i stället för New York.
I avsnittet The Legend of Koji medverkar Shredders avlägsne stamfader Oroku Sancho. Han levde i Japan 1583 och ledde en liten klan där. Shredder tidsreser från 1990-talet tillbaka och erbjuder sig att hjälpa honom. Sancho slår följe med Shredder, men bedrar honom sedan och lämnar sina medhjälpare till att döda honom. Sancho blir sedan övergiven av sina medhjälpare.

### Tidslinje
De första åtta säsongerna tillbringar Shredder med att planera olika sätt att förinta sköldpaddorna. Under säsong 8, i avsnittet "Turtle Trek", förstör sköldpaddorna Teknodromens motorer, så att den finns kvar i Dimension X . Han tillbringade de kommande två säsongerna i Dimension X, tills han kontaktades av Dregg. Dregg hjälpte honom och Krang att komma till Jorden igen och hjälpa dem mot sköldpaddorna ("The Power of Three") . Tillsammans tog de sköldpaddorna till fånga, men Dregg visar sig sedan ha förrått dem och börjar sedan suga ut livsenergin ur sköldpaddorna, Krang och Shredder, så att de blir svagare och han starkare. Shredder lyckas stiga iväg och hjälper Krang att återhämta sig ("A Turtle in Time"), men Dregg tar dem återigen till fånga. Slutligen stoppar sköldpaddorna Dreggs planer och transporterar tillbaka Shredder och Krang till Dimension X ("Turtles to the Second Power" . I serieavslutningen "Divide and Conquer" återvänder sköldpaddorna till Teknodromen i Dimension X för att hämta Krangs gamla robotställning, som de använder i striden mot Dregg, som skickas sedan till Dimension X. Shredder syns då inte, och inte heller Krang, Bebop och Rocksteady, syns men antas finnas kvar någonstans i Dimension X .

## Archieserierna
Archieserierna använder samma bakgrund som 1987 års tecknade TV-serie, då de första numren är identiska.
När Shredder, Krang, Bebop och Rocksteady besegrats i "Slutstriden" på Hirobyl skickas han av Cherubae tillbaka till Jorden, och sätts i fängelse, men rymmer snart. innan Krang återvänder till Jorden från Morbus och försöker ta över Shredders kropp.
Han återvänder sedan, tillsammans med cyborgkattmutanten Verminator X från framtiden, till Saudiarabien där han stjäl den svarta stenen från Mecka.
Senare i Archieserierna tidsreser samtidens Shredder till framtiden och arbetar med Verminator X och Armaggon.

## Långfilmer
Bakgrunden i den första långfilmen följer främst Mirageserierna. Oroku Saki och Hamato Yoshi levde i Japan och både tyckte om kvinnan Tang Shen, men Tang Shen tyckte bara om Hamato Yoshi. I denna version valde dock Hamato Yoshi att tillsammans med Tang Shen sticka till USA. Oroku Saki följde dem till New York, där han först mördade Tang Shen ensam i hennes hem, och sedan mördade Hamato Yoshi. Hamato Yoshis husdjursråtta Splinter flydde, och rev först Shredder i ansiktet.
Saki rekryterade sedan tonåringar och lärde dem ninjutsu för att bygga upp en grupp skickliga tjuvar och brottslingar, Fotklanen. Som ledare tog Oroku Saki benämningen Shredder.
En reporter vid namn April O'Neil undersökte Fotklanen, då Shredder beordrade att döda henne. Dock ingrep sköldpaddorna, och slog flera medlemmar av Fotklanen. Shredder försökte stoppa sköldpaddorna själv, vilket resulterade i strid på ett hustak i New York. Leonardo lyckades skada Shredder genom att hugga honom i andra. Leonardo angrep sedan Shredder mot huvudet då han sade att Splinter dog. Shredder klämde sedan fast Leonardo och var nära att döda honom. Splinter, livs levande, klev då fram och berättade sin bakgrund för Shredder, och retade upp honom med minnet om ärret. Då Shredder inser vem Splinter är rusar Shredder mot Splinter med sin vassa rustning som vapen, men Splinter försvarade sig, och fick ner Shredder över byggnadens kant och höll fast honom för att ge honom en chans, Då Shredder försökte återhämta sig och anfalla Splinter, släppte Splinter taget och Shredder föll ner och landade i en sopbil. Casey Jones tryckte sedan igång krossen, och tittarna ser Shredders hjälm krossas. Det antas här att Shredder dör, men kroppen syns aldrig.
I den andra långfilmen visade det sig att Shredder överlevde och återskapade Fotklanen för att hämnas på sköldpaddorna. Tillsammans med Tatsu, hans medhjälpare från första filmen, skickar han ninjor att följa sköldpaddorna. Shredder kommer åt TGRI-mutagenen som muterade sköldpaddorna som Turtles och använder det för att skapa sina egna mutanter, Tokka och Rahzar. Mutanterna är ointelligenta men starka. De lyckas inte besegra sköldpaddorna. Då sköldpaddorna återmuterar mutanterna (med hjälp av professor Jordan Perry), och besegrar Fotklanen och Tatsu på en nattklubb, använder Shredder mutagenet på sig själv. Han växer sig då större och starkare. Han kallas då "Super Shredder" ("jätte-Shredder" i textningar på svenska). I striden med sköldpaddorna slår han i ilska sönder pelarna till en brygga, men sköldpaddorna lyckas dyka ner i vattnet. Plankorna faller ner och träffar honom i huvudet. Detta anses av många vara hans död i filmversionerna, då han ännu inte återkommit i senare filmer.

## Manga och anime
I den japanska adaptationen användes bakgrunden för 1987 års tecknade TV-serie. I denna version matchade Shredder sedan actionfiguren Supermutants Shredder. Mangaversionen förklarar att hans ursprungliga rustning förstördes i strid med sköldpaddorna, och Krang skapade en ny. Shredder stjäl även Mutanite-kristallerna från neutrinerna, med vilken han kan förvandla sig till en drakfigur, Devil Shredder. Med hjälp från Dark Mu lyckas han förvandla sig till Dark Devil Shredder. I den andra volymen av animen kommer han åt sin Tiger Spirit Metal Mutant-rustning. Hans röst lästes av Kiyoyuki Yanada.

## The Next Mutation
Shredder är fortfarande sköldpaddornas fiende. Denna gång lyckas dock Venus de Milo styra Shredders hjärna. Då Fotklanen upplösts lever han på gatorna. Senare anfaller Dragon Lords krigare honom för att ta en medaljong. Splinter räddar honom och tar honom till sköldpaddornas hem för att skydda honom. Det ryktades att Shredder skulle återvända, men serien avbröts innan dess.

## 2003 års TV-serie
I 2003 års TV-serie finns olika versioner av Shredder. Titeln "Shredder" används här för att beskriva tre olika skurkar. Den ursprunglige Shredder var en demon från det gamla Japan, som inspirerade den andra och mest identifierbara Shredder, en person som senare visade sig vara en utrom, en ond utomjording i krig med sin fredliga ras, som medverkade som huvudskurk under de tre första säsongerna. Den tredje Shredder är Karai, adoptivdotter till den andre då hon började axla hans mantel efter att hennes far besegrats.
Shredder själv beskrevs som mer elak än tidigare varianter. Han har samma mål med världsherravälde som Shredder i 1987 års TV-serie, men agerar råare och har mindre tolerans för medhjälpares misstag (han har även dödat medhjälpare). Demon-Shredder har en annan personlighet. Han vill styra över Jorden, men vill också ha kaos. Demon-Shredder är också sadistisk och torterar gärna sina fiender innan han gör slut på dem, om han inte ser dem som riktiga hot, och han är mer våldsam mot sina medhjälpare (även Foot Mystics, som beundrar honom). Både Oroku Sakis och demon-Shredders röster läses av Scottie Ray.

### Den ursprunglige Shredder
Legenden om Shredder börjar år 300 efter Kristi födelse. I provinsen Yamato i Japan reste sig en stor monstruös demon, en så kallad "tengu". Monstret kallade sig själv Shredder. Shredder verkade svår att stoppa, men Japans kejsare hade en plan. Han rekryterade sina fem skickligaste krigare, Kon, Juto, Chikara, Hisomi och Oroku Saki. I sina utvalda rustningar gav sig dessa "fem drakar" som de kallades ut för att möta Shredder. Då de övriga misslyckades lyckades Oroku Saki fälla demonen, och ställde sig ovanpå den för att göra slut på den. Men innan demonen kunde dödas erbjöd Shredder ett avtal med Oroku Saki, – i utbyte mot demonens själ skulle Oroku Saki göras till den mäktigaste krigaren i jordens historia. Av okända och själviska skäl gick Oroku Saki med på detta.
Omedvetna om vad som skett återvände de andra till kejsaren med Oroku Saki, och hyllades som Japans största hjältar. Det dröjde inte länge förrän Oroku Sakis förräderi blev uppdagat då han anföll Yamatos huvudsäte med sina demoner. Från ett mäktigt fäste började han sprida kaos över Japan som den mest fruktade då levande krigsherren, han blev känd bland befolkningen som Shredder. Då de inte lyckades hindra honom tränade Oroku Sakis tidigare allierade med de starkaste mästarna inom kampsport och mystik tills de slutligen kunde besegra honom. För att stoppa Shredder från att utgöra ett hot igen använde de en trollformel som skiljde hans hjälm, järnhandske och kropp åt. Om dessa tre någonsin återförenades fanns det en väldigt stor risk att Shredder skulle återuppstå från de döda.

### Utrom-Shredder
Hundratals år senare, under Sengokuperioden i det feodala Japans historia, passerade en rymdfarkost tillhörande den utomjordiska rasen Utromerna genom Solsystemet. I den transporterades brottslingar, bland andra Ch’rell, som flydde och saboterade rymdfarkosten, som kraschade mot Jorden. Utromerna, bland andra Ch’rell, överlevde men tvingades vänta tills den lägre utvecklade teknologin på Jorden utvecklats till att ta dem hem. De opererar i hemlighet bland människor, och är små hjärnliknande varelser, som utvecklade artificiella exoskelett som liknade människor vilka de kunde styra inifrån, men Ch’rell, som gömt sig sedan kraschen, stal ett av de artificiella exoskeletten för eget syfte.
Inspirerad av legenden om den ursprunglige Shredder, antog Ch’rell en liknande identitet som en ny Oroku Saki, en mänsklig skepnad han använde för att kommunicera med människan, och i en taggig rustning kallade han sig den nye Shredder. Han antog symbolen som de som besegrat demon-Shredder använde, och Ch’rell grundade snart Fotklanen. Med utromiska metaller lyckades han smida det kraftfulla vapnet Svärdet av Tengu, med vilket han kom att dominera Japan tillsammans med Tokugawashogunatet. Genom artefakten Tengus hjärta lyckades han kontrollera fem demoner som tidigare arbetat med den ursprunglige Shredder. I en okänd incident tappade Shredder dock Svärdet av Tengu.
Åren gick och utromerna samt de mänskliga väktarna de anställde för att slåss mot Shredder gjorde att Shredder tappade kontrollen över Japan. Under 1900-talet hade utrom-Shredder gjort Fotklanen till ett massivt underjordiskt kriminellt imperium, och använde pengarna till att skapa sin mänskliga identitet (efter att tidigare klätt ut sig till sina förfäder) som en miljonärsfilantrop. Han adopterade en föräldralös japansk flicka, Karai, som han uppfostrade som sin dotter och tränade i ninjutsu, och utsåg henne till sin högra hand inom Fotklanen och lämnade henne i Japan då han reste till New York för att sprida Fotklanen dit. Karai är den ende av hans medhjälpare som Shredder visade att han egentligen var en utrom.
I New York spårade Shredder upp Hamato Yoshi, en av utromernas beskyddare, med vilken han haft tidigare sammanstötningar. Shredder försökte tvinga honom att uppge var utromerna gömde sig, och dödade Hamato Yoshi; medan hans husdjursråtta Splinter lyckades fly, och hamnade i New Yorks kloaker, där han och fyra små sköldpaddor kom i kontakt med ett muterande ämne skapat av utromerna. Detta muterade dem till mänskliga former, och blev Shredders största fiender.
Femton år senare bildades Fotklanen även i New York, och Shredder har nu även inflytande över brottsligheten på gatunivå, och gänget hette Purple Dragons. Medan han spionerade på utromernas teknologi, och försökte hitta Svärdet av Tengu, anställde Shredder även vetenskapsmannen Baxter Stockman som stötte på sköldpaddorna. Shredders Foot Ninja genomsökte New York i sökandet efter mutanterna tills de stötte på Leonardo på ett hustak i New York. Vad som inte sågs från hustaket var hur en av ninjorna avlossade en pil mot sköldpaddan som då han hörde den delade den med sitt katanasvärd. På pilen fanns ett meddelande från Shredder där det stod att om sköldpaddan överlevt var han en skicklig krigare som han ville möte vid en lagerlokal på avtalat adress. Då Leonardo anlände till lokalen försökte Shredder (som Oroku Saki) övertala dem att de slogs mot samma "onda" fiende, utromerna. Splinter talade då om vem Oroku Saki var. Sköldpaddorna försökte utmana Shredder in strid på ett hustak, men han visade sig vara för svår för sköldpaddorna, som valde reträtt. Sköldpaddorna mötte honom sedan igen, nu med hjälp av Splinter (på taket till en annan byggnad), men Shredder stoppade dem då de slogs mot hans Foot Ninja. Just då Shredder skulle förinta sköldpaddorna dök Splinter upp och stred mot Shredder. Under striden lyckades Splinter lura Shredder att förstöra pelarna till ett vattentorn, vilket Splinter välte över Shredder, som föll ner mot gatan.
Sköldpaddorna trodde de besegrat Shredder (även om tittaren kan se att Shredder överlevt vattentornet som föll mot honom), och vet inte att han egentligen är en utrom i ett artificiellt exoskelett, och snart återkom Shredder. Då flera Foot Ninjas sökte genom kloakerna efter sköldpaddornas hem gömde de sig i April O'Neils lägenhet. Leonardo blev samtidigt svårt skadad på ett hustak av Fotklanen under träning. Fler och fler Foot Ninjas anföll Leonardo, som fick kämpa sig tillbaka till Aprils lägenhet innan Shredder kom och bröt sönder hans katanasvärd. I Aprils lägenhet kastas Leonardo plötsligt in genom fönstret då Shredder leder Fotklanens anfall. Övriga sköldpaddor och vakar över den medvetslöse Leonardo då, och försöker skydda sig, även då Casey Jones kommer till undsättning. Sköldpaddorna, Splinter, April och Casey Jones måste fly genom en garderob då Shredder skär av gasledningen och utlöser en explosion. Baxter Stockman lurar Shredder att sköldpaddorna dödades, och Shredder överraskas då sköldpaddorna och deras vänner stormar hans skyskrapa i New York. I en man-mot-man-duell med Leonardo kommer Shredder åt sin fiendes katanasvärd, medan Leonardo greppar Svärdet av Tengu och skär "huvudet" av Shredder men sköldpaddorna vet ännu inte att han egentligen är en utrom i ett artificiellt exoskelett och då sköldpaddorna lämnat platsen reser sig Shredder igen.
Senare, då sköldpaddorna upptäckte utromernas närvaro på Jorden, anfaller Shredder deras högkvarter. Donatello slog ut hans artificiella exoskelett och hans sanna skepnad avslöjades för sköldpaddorna, och Ch’rell kröp ur och anföll själv, medan han aktiverade en bomb. Sköldpaddorna lyckades fly, men Ch’rell lyckades inte undkomma. Detta är enda gången i serien som Shredder ser ut att dödas i strid men det inte visas att han fortfarande lever direkt efter striden.
Strax därpå använder Karai en klonteknik (likt den Fotklanen använde i Mirage comics), återställer Karai sin far och utrustad med en ny rustning bekämpar han sköldpaddornas Triceraton-vän Zog ombord på ett lastfartyg. Fartyget exploderar i striden, men återigen överlever Shredder och räddas av Karai i helikopter.
Senare, då Jorden anfölls av militära styrkor av Zogs ras sökte Triceratons efter sköldpaddornas vän Fugitoid. Sköldpaddorna stoppade invasionen (under vilken Shredder sågs säga till Karai att de skulle vänta tills "möjligheterna" kom), men Jorden lämnades i ruiner, och Oroku Saki blev New Yorks frälsare då han gav sina resurser till att hjälpa staden att återhämta sig. I själva verket fanns en dold agenda i Shredders hjälpsamhet, då han med åtkomna delar av Triceratons teknologi, med vilken han byggde en rymdfarkost för att kunna ta sig till utromernas hemvärld.
Då rymdfarkosten stod klar höll Shredder en presskonferens för att förklara sitt kommande försvinnande som en "hemresa", då sköldpaddorna gick till anfall tillsammans med Earth Protection Force, som infiltrerat Shredders organisation, Baxter Stockman. Tvingad att skjuta ut rymdfarkosten tidigare, hann bara Shredder, Karai och vetenskapsmannen Chaplin tas sig in i den i tid, liksom Splinter och sköldpaddorna, och strid utbröt där Shredder använde ett ännu starkare artificiellt exoskelett. Shredder såg ut att vinna då en rymdflotta med E.P.F. avfyrade missiler som skadade rymdfarkosten, och Donatello fick den tid han behövde för att förstöra motorerna, så att rymdfarkosten exploderade. Utromerna teleporterade alla kombattanter från rymdfarkosten före explosionen, och de togs alla till utromernas hemvärld, där Ch’rell ställdes inför rätta för sina illdåd i flera världar. Han förklarades skyldig och dömdes till att tillbringa resten av sin tid på en isig asteroid i Mor Tal-asteroidbältet. Ch’rell teleporterades iväg.

### Karai
Då Ch'rell förvisats axlade Karai Shredders mantel (precis som i "City at War"). Hon ledde Fotklanen i ett anfall mot sköldpaddorna, och de lyckades demolera sköldpaddornas hem och det såg ut som om alla sköldpaddorna utom Leonardo, som befann sig på träning i Japan, överlevde. Då Leonardo återvände hittade han sina bröder och Splinter, som flytt från Fotklanen och gömt sig. Karai och Fotklanen återkom sedan inte förrän femte säsongen, där hon allierade sig med sköldpaddorna för att besegra den återkallade Shredder-Tengu.

### Shredder Tengus återkomst
De fem mystikerna hade arbetat åt den ursprunglige Shredder och senare även Ch’rell och Karai släpptes sedan. De lurade E.P.F. att stjäla Heart of Tengu från Karai och förinta det. Sköldpaddorna och fyra andra människor rekryterades och tränades av tribunalen för att hjälpa till att återta hjälmen och järnhandsken till tribunalens tillhåll, där Shredders kropp hölls. Men mystikerna återtog alla tre delar, som de tog till New York och återförenade, så att ademon-Shredder återställdes. 
Shredders första mål var att utplåna den tidigare bäraren av hans namn, Karai, men tack vare sköldpaddornas hjälp (då sköldpaddorna för första gången lyckades förvandla sig till drakar) överlevde hon och Shredder tog världens uppmärksamhet. Sköldpaddorna upptäckte sedan att Karai genom att axla Shredders mantal också hade en mystisk länk till demonens kraft. Sköldpaddorna gav sig av för att utmana Shredder, med hjälp av Justice Force, Splinter och Den Uråldrige (Ancient One), och övriga från tribunalen, liksom Hun, Agent Bishop, Baxter Stockman, Karai och deras organisationer. Sköldpaddorna stötte på Shredder efter att ha besegrat mystikerna, men även med sina allierades hjälp var demonen för stark för dem. Shredder höll på att förinta dem då Hamatos ande dök upp och höll fast honom medan de andra lyckades återhämta sig. Sköldpaddorna förvandlade sig återigen till drakar och slogs mot Shredder (som också förvandlade sig till drake) i luften över New York. Shredder tog övertaget tills Karai började ta hans kraft, medan sköldpaddorna förstörde hans hjälm och hjärnhandske och försvagade Shredder, som återtog sin vanliga form. Av en händelse kallade de genom sina medaljonger fram Hamato Yoshis ande, som anföll och skar Shredder i bitar, vilket förstörde demon-Shredder en gång för alla.
Demon-Shredder hade superkrafter. Han hade telekinetiska möjligheter. Han kunde kasta eld för att demolera stora byggnader, med sina superkrafter kunde han enkelt besegra sköldpaddornas vän Silver Sentry. Han tålde mycket stryk. De magiska vapnen sköldpaddorna fick av Ninjatribunalen kunde inte skada honom. Han kunde också förvandla sig till en stor drake.
I en reklam för säsongen Back to The Sewers syns han slåss mot Utrom-Shredder, fastän han dödades i "Lost Season."

### Fast Forward
I avsnittet "Timing is Everything" av säsongen Fast Forward, tidsreser Leonardo och Cody Jones och hamnar i tiden där de först stötte på Shredder och såg honom resa sig från vattentornet. De tar sig sedan till framtiden igen, och gör Shredder förvirrad. Han tar sig sedan till Sh'okanabos tillhåll med sina Foot Ninja och kräver att de tar allt. Dock är sköldpaddorna skickligare än under tidigare sammanstötningar, och skickar tillbaks honom till det förgångna.
Anteckningarna för ett oproducerat avsnitt av säsongen Fast Forward "The Devil and Dr. Stockman" visar att om Fast Forward fortsatt skulle en Triceraton-Shredder också ha medverkat.

### Back to the Sewers
Då säsongen Back to the Sewers påbörjas transporteras sköldpaddorna till tidpunkten efter att de lämnat där tre olika Shredder-versioner, den ursprunglige demon-Shredder, utrom-Shredder och en tredje okänd Shredder, som känner till sköldpaddorna, slåss i en strid mellan fotklanerna. Vid avsnittets slut fastnar skurken Viral i cyberspace där hon med ett program gör sig till Cyber Shredder, en tredje Shredder som sköldpaddorna ännu inte mött. I avsnittet "Something Wicked" avslöjas att Cyber Shredder skapades av utromen Ch'rell som använde utromteknologi och jordiskt maskineri för att skapa kopia av sig själv om något skulle hända. Denna förvarades i Fotklanens valv, och då Viral försökte hacka sig in tog den över hennes kropp och skapade Cyber Shredder.

## Datorspel
Då de ursprungliga datorspelen är baserade på 1987 års tecknade TV-serie är Shredder baserad på denna versions tolkning. Han har olika planer; som att kidnappa April O'Neil eller stjäla Frihetsgudinnan. Shredder är oftast sista bossen i spelen, och har en igenkännbar bossmusik, "Tatsujin".
Ursprungliga NES-spelet (1989)Shredder är slutbossen. Han medverkar i slutet av Teknodrom-banan. En sköldpadda förlorar nästan hälften av sin energi om de nuddar honom, och har en retromutationsstråle, vilket kostar ett liv. Han har röda kläder, som i Mirageserierna.
Ursprungliga arkadspelet (1989)Shredder är återigen slutbossen och finns i slutet av Teknodrom-banan. Denna gång är han beväpnad med ett svärd och klonar sig själv (antalet kloner är samma som många spelare som anfaller). Nya kloner skapas då gamla stupar, tills den riktige Shredder besegrats. Shredder och hans kloner kan också skjuta ut energiblixtrar från en pryl på hjälmen, vilket återmuterar den sköldpadda som träffas, vilken förlorar ett liv. Slutligen, då Shredder eller hans kloner nästan besegrats, tappar de hjälmen, unikt i spelserien.
Teenage Mutant Ninja Turtles: Fall of the Foot Clan (1990)Första spelet där Shredder inte är slutboss. I stället är han näst sista boss, på banan som utspelar sig vid floden. Det är också första spelet där Shredder inte kan återmutera sköldpaddorna. Hans enda attack är att svinga sitt svärd, men han kan teleportera sig om han träffas. Slutboss i detta spel, vid slutet av Teknodrom-banan, är Krang.
Teenage Mutant Ninja Turtles: The Manhattan Missions (1991)I detta MS-DOS-spel slåss Shredder mot sköldpaddorna i sitt gömställe på Manhattan, dekorerat i japansk stil. Hans medverkan är baserad på Mirageserierna.
Teenage Mutant Ninja Turtles III: The Manhattan Project (1991)Detta spel är det första att innehålla både en strid mot Shredder och en andra strid mot Super Shredder. Den första striden utspelar sig vid slutet av Teknodrom-banan, vilken är sjätte av åtta banor. I striden använder Shredder sitt svärd. Shredder återkommer senare som slutboss, på banan som utspelar sig inuti Krangs rymdfarkost. Denna gång mutaterar han sig till Super Shredder, likt den andra långfilmen, som haft biopremiär tidigare samma år (1991). Super Shredder har två superkrafter, förmågan att framkalla blixtrar och eldbollar. Eldbollarna kan återmutera sköldpaddorna, men kostar i detta spel inte ett helt liv. Det kostar bara nästan halva energin, och återmuteringen sker efter bara några få sekunder.
Teenage Mutant Ninja Turtles II: Back from the Sewers (1991)En uppföljare till Fall of the Foot Clan, där Shredder är reguljär nivåboss och Krang slutboss. Han kan inte återmutera sköldpaddorna, men har fler attacker än i föregående Game Boy-spel. Det omfattar bland annat en dykspark och en stormning, och på högre svårighetsgrader även möjligheten att skicka iväg energivågor mot sköldpaddorna. Shredder återvänder senare som muterad Super Shredder, som en halvboss på den slutliga Teknodrom-banan. I denna version är hans enda superkrafter förmågan att teleportera sig på skärmen, på högre svårighetsgrader bakom ryggen på sköldpaddorna. Han anfaller sköldpaddorna genom att använda ett svärd.
Teenage Mutant Ninja Turtles: Turtles in Time (1991)Shredder är återigen spelets slutboss, och finns på Teknodrom-banan.  Shredder anfaller med ett svärd och kan framkalla energiattacker. I SNES-versionen startar Shredder med att förvandla sig till Super Shredder, och har superkrafter och översnabbhet, och kan framkalla eldanfall på marken, isanfall i luften och återmuterande eldbollar som direkt kostar ett liv. SNES-versionen innehåller även en tidigare Teknodrom-bana som leder till strid med den vanliga Shredder. I denna strid sitter Shredder i en stridsvagn och avfyrar ett maskingevär mot sköldpaddorna eller fångar dem med stridsvagnens konstgjorda "klor". Shredders stridsvagn kan inte angripas direkt; istället måste sköldpaddorna greppa tag i Fotsoldater och kasta dem mot stridsvagnen.
Teenage Mutant Ninja Turtles: The Hyperstone Heist (1992)Spelet använder sig av samma Super Shredder som Turtles in Time. Det är nästan samma boss, men isattacken har ersatts med en strålattack. Han föregås av en Teknodrom-bana, och strid mot Krang.
Teenage Mutant Ninja Turtles III: Radical Rescue (1993)Olikt sina två föregångare, Fall of the Foot Clan och Back from the Sewers, innehåller spelet Shredder som slutboss. Denna gång kallar han sig dock Cyber Shredder, hälften människa och hälften maskin. Denna form av Shredder behärskade dödliga sparkar och kunde framkalla energibollar, och är spelets enda boss med två energimätare, då mätaren återigen fylls på efter att första gången ha nått botten.
Teenage Mutant Ninja Turtles: Tournament Fighters (1993)Det enda spelet där Shredder inte är en spelbar karaktär. Hans rustning är baserad på Mirageserierna. I SNES-versionen kallas han CyberShredder, men inget visar att han gjort sig cybernetisk som i Radical Rescue.
Efter tio års avbrott påbörjades en ny serie TMNT-datorspel. De nya spelen är baserade på 2003 års TV-serie, med samma Shredder som där.
Teenage Mutant Ninja Turtles (2003)Shredder är återigen slutbossen. Sköldpaddorna stöter på honom på toppen av Fotklanens skyskrapa, och han bär Sword of Tengu. Shredders kombinerade attacker är snabba. Han anfaller ofta och spelaren måste främst inrikta sig på försvar. Då halva hans energimätare är slut anfaller han mycket snabbare. Om spelaren besegrar Shredder på första försöket är spelet slut, men då spelaren avslutar spelet med alla fyra sköldpaddor kommer en "hemlig" slutboss där spelaren stöter på Shredder, Oroku Saki. Att avlägsna rustningen utökar hans styrka. Som Oroku Saki är hans kombinationer mycket snabbare och dödligare. Vid vissa tillfällen blir hans aura röd och Oroku Saki blir snabbare och starkare för en begränsad tid.
Teenage Mutant Ninja Turtles: Mutant Melee (2005)Shredder medverkar som spelbar karaktär och motståndare i tre former; hans standardrustning, utan rustning (som Oroku Saki), och en "Mega"-Shredder. Alla tre former har olika anfall.
TMNT (2007)I konsolversionerna baserade på 2007 års film är Shredder boss i en tillbakablick-i-en-tillbakablick (då händelserna berättas av Splinter efter att de inträffat). Shredders rustning i detta spel är baserad på den i 2003 års TV-serie.
TMNT: Smash Up (2009)Shredder är spelbar figur i fightingspelet till PS2 och Wii. Både "Utrom Shredder" och "Cyber Shredder" medverkar.

## Skådespelare som spelat Shredder
Shredder spelades av James Saito i den första filmen och av François Chau i den andra medan han som Super Shredder spelas av professionelle fribrottaren Kevin Nash. I alla versioner lästes hans röst av David McCharen.
I 2012 års TV-serie läses rösten av Kevin Michael Richardson.
I 2014 års långfilm spelades Shredder av Tohoru Masamune. Ursprungligen meddelades att William Fichtner skulle spela Shredder, och heta Erik Sacks i stället för Oroku Saki.

## Övrigt
2009 räknades Shredder av IGN till "tidernas 39:e största serieskurk".